# دايفيد سيمون
دايفيد سيمون (بالإنجليزية: David Simon) (و. 1960  م) هو مراسل صحفي، وكاتب سيناريو، وروائي أمريكي، ولد في واشنطن العاصمة.

## التعليم
تعلم في ثانوية بيثيسدا تشيفي تشيس ‏، وجامعة ميريلاند.

## جوائز
حصل على جوائز منها:
- زمالة ماك آرثر (2010)[6]
- جائزة الإيمي برايم تايم
- جائزة نقابة الكتاب الأمريكية
- جائزة إدغار.

## وصلات خارجية
- دايفيد سيمون على موقع IMDb (الإنجليزية)
- دايفيد سيمون على موقع الموسوعة البريطانية (الإنجليزية)
- دايفيد سيمون على موقع مونزينجر (الألمانية)
- دايفيد سيمون على موقع ميوزك برينز (الإنجليزية)
- دايفيد سيمون على موقع إن إن دي بي (الإنجليزية)
- دايفيد سيمون على موقع قاعدة بيانات الفيلم (الإنجليزية)
- دايفيد سيمون في قاعدة بيانات الأفلام على الإنترنت